# Hahnenhaus
Hahnenhaus ist eine aus einer Hofschaft hervorgegangene Ortslage in der bergischen Großstadt Solingen.
Am Hahnenhaus liegen die Wurzeln des bekannten Haushaltswarenproduzenten Krups. Dort befand sich die erste Schmiede des Unternehmens, das ab 1846 ursprünglich Haushaltswaagen fertigte. Später expandierte es an der nahen Foche, am Hahnenhaus wurde das Verwaltungsgebäude des Unternehmens errichtet. Nach Übernahme durch Moulinex und Standortschließung befindet sich in dem ehemaligen Verwaltungsgebäude heute die Hauptverwaltung der Bergischen Krankenkasse.

## Lage und Beschreibung
Der heute in der geschlossenen Bebauung aufgegangene Ort Hahnenhaus liegt im Osten des Solinger Stadtteils Wald, nahe der Grenze zum Nachbarstadtteil Gräfrath. Der Ort befindet sich auf einem Höhenzug, der sich zwischen dem Nümmener und dem Demmeltrather Bach bei Eckstumpf auf rund 230 Meter über NHN erhebt. Die zu dem Ort gehörenden Gebäude befinden sich im oberen Bereich der Hahnenhausstraße sowie an der Straße Hahnenhaus, die von dieser als Stichstraße abzweigt. Im Ort ist kaum alte Bausubstanz erhalten, die meisten noch vorhandenen Gebäude entstanden in der Nachkriegszeit.
Benachbarte Orte sind bzw. waren (von Nord nach West): Ehren, Nümmen, Eckstumpf, Foche, Heide, Vogelsang, Demmeltrath, Strauch, Delle, Fuhr und Apfelbaum.

## Etymologie
Der Ortsname ist auf den Familiennamen Hahn zurückzuführen.

## Geschichte
Hahnenhaus lässt sich bis in das 17. Jahrhundert zurückverfolgen. In dem Kartenwerk Topographia Ducatus Montani, Blatt Amt Solingen, von Erich Philipp Ploennies aus dem Jahre 1715 ist der Ort unmittelbar an Eckstumpf angrenzend mit einer Hofstelle verzeichnet und als Hanenhus benannt. Die Topographische Aufnahme der Rheinlande von 1824 verzeichnet den Ort zusammen mit dem Nachbarort als Eichstumpf und die Preußische Uraufnahme von 1844 verzeichnet ihn als Hahnenhaus. In der Topographischen Karte des Regierungsbezirks Düsseldorf von 1871 ist der Hof als Hanshaus verzeichnet.
Der Ort gehörte ursprünglich zur Honschaft Gräfrath innerhalb des Amtes Solingen. Im Zuge von Grenzkorrekturen wurde der Ort 1807 zusammen mit dem Nachbarort Vogelsang der Honschaft Scheid zugeschlagen. Nach Gründung der Mairien und späteren Bürgermeistereien 1808 gehörte Hahnenhaus so zur Bürgermeisterei Wald, die 1856 zur Stadt erhoben wurde. Der Verlauf der späteren Grenz- und heutigen Heresbachstraße wurde als Gemeindegrenze zu Gräfrath festgelegt.
1815/16 lebten 35, im Jahr 1830 39 Menschen in Hahnenhaus. 1832 war der Ort weiterhin Teil der Zweiten Dorfhonschaft innerhalb der Bürgermeisterei Wald, dort lag er in der Flur III. (Scheid). Der nach der Statistik und Topographie des Regierungsbezirks Düsseldorf als Hofstadt kategorisierte und Hanenhaus genannte Ort besaß zu dieser Zeit fünf Wohnhäuser und drei landwirtschaftliche Gebäude. Zu dieser Zeit lebten 46 Einwohner im Ort, davon sechs katholischen und 40 evangelischen Bekenntnisses. Die Gemeinde- und Gutbezirksstatistik der Rheinprovinz führt den Ort 1871 mit neun Wohnhäusern und 73 Einwohnern auf. Im Gemeindelexikon für die Provinz Rheinland von 1888 werden für Hahnenhaus zehn Wohnhäuser mit 76 Einwohnern angegeben. 1895 besitzt der Ortsteil neun Wohnhäuser mit 78 Einwohnern, 1905 werden neun Wohnhäuser und 65 Einwohner angegeben.

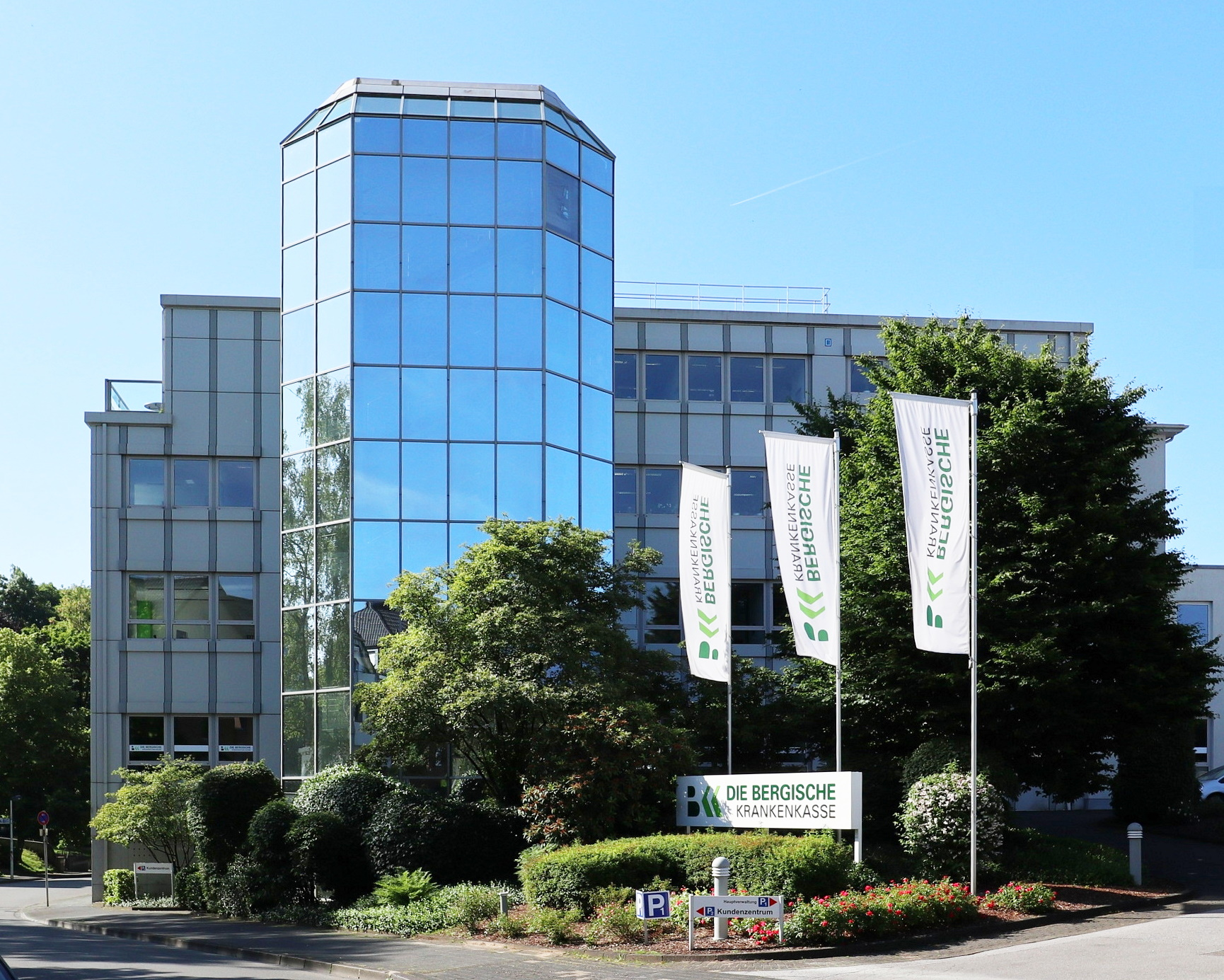
Ehem. Krups-Verwaltung, heute Sitz der Bergischen Krankenkasse

Mit der Städtevereinigung zu Groß-Solingen im Jahre 1929 wurde Hahnenhaus ein Ortsteil Solingens. Ab der Wende zum 20. Jahrhundert verdichtete sich die Bebauung am Hahnenhaus zusehends und die Gründerzeit erhielt entlang der Gräfrather und der Hahnenhausstraße Einzug in das Straßenbild und dominiert dieses in Teilen bis heute. Ein zweiter Bauboom setzte in der zweiten Hälfte des 20. Jahrhunderts ein, so dass der Hofschaftscharakter von Hahnenhaus nur noch anhand zweier bergischer Fachwerkhäuser nachvollzogen werden kann, die sich versteckt am Ende der Stichstraße Hahnenhaus befinden. Zuletzt entstand überdies hinter dem Gebäude der Bergischen Krankenkasse die neue Wohnsiedlung am Hahnenhauser Feld.